# Теорія ігор

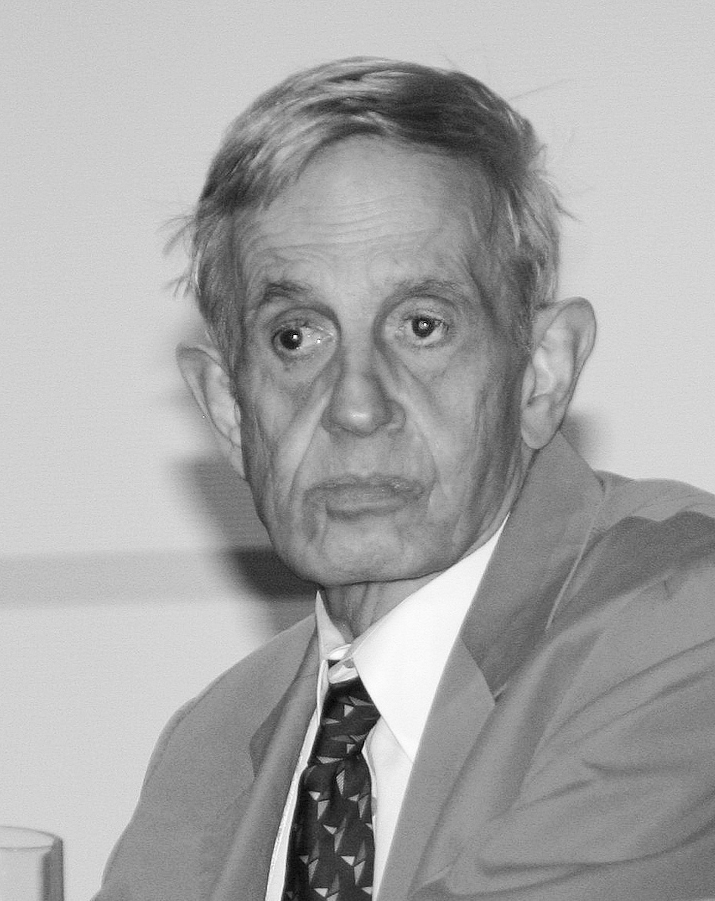
Джон Неш — математик, нобелівський лауреат

Тео́рія і́гор — теорія математичних моделей прийняття оптимальних рішень в умовах конфлікту. Оскільки сторони, що беруть участь у більшості конфліктів, зацікавлені в тому, щоб приховати від супротивника власні наміри, прийняття рішень в умовах конфлікту, зазвичай, відбувається в умовах невизначеності. Навпаки, фактор невизначеності можна інтерпретувати як противника суб'єкта, який приймає рішення (тим самим прийняття рішень в умовах невизначеності можна розуміти як прийняття рішень в умовах конфлікту). Зокрема, багато тверджень математичної статистики природним чином формулюються як теоретико-ігрові.
Теорія ігор — розділ прикладної математики, точніше — дослідження операцій, який використовується в соціальних науках (найбільше в економіці), біології, політичних науках, комп'ютерних науках (головним чином для штучного інтелекту) і філософії. Теорія ігор намагається математично зафіксувати поведінку в стратегічних ситуаціях, в яких успіх суб'єкта, що робить вибір, залежить від вибору інших учасників. Якщо спочатку розвивався аналіз ігор, в яких один із супротивників виграє за рахунок інших (ігри з нульовою сумою), то згодом почали розглядати широкий клас взаємодій, які були класифіковані за певними критеріями. Сьогодні «теорія ігор щось на кшталт парасольки чи універсальної теорії для раціональної сторони соціальних наук, де соціальні можемо розуміти широко, включаючи як людських, так нелюдських гравців (комп'ютери, тварини, рослини)» (Роберт Ауманн, 1987).
Ця галузь математики отримала певне відображення в масовій культурі. 1998 року американська письменниця і журналістка Сильвія Назар опублікувала книгу про життя Джона Неша, нобелівського лауреата з економіки за досягнення в теорії ігор, а в 2001 року за мотивами книжки зняли фільм «Ігри розуму». (Таким чином, теорія ігор — одна з небагатьох галузей математики, в якій можна отримати Нобелівську премію). Деякі американські телевізійні шоу, наприклад, Friend or Foe?, Alias чи NUMBERS періодично використовують у своїх випусках теорію ігор.

## Поняття теорії ігор
Логічною основою теорії ігор є формалізація трьох понять, які входять в її визначення і є фундаментальними для всієї теорії:
- Конфлікт;
- Прийняття рішення в конфлікті;
- Оптимальність прийнятого рішення.

Ці поняття розглядаються в теорії ігор у найширшому сенсі. Їхні формалізації відповідають змістовним уявленням про відповідні об'єкти.
Змістовно, конфліктом можна вважати будь-яке явище, відносно якого можна казати про його учасників, про їхні дії, про результати явищ, до яких призводять ці дії, про сторони, які так чи інакше зацікавлені в таких наслідках, і про сутність цієї зацікавленості.
Якщо назвати учасників конфлікту коаліціями дії (позначивши їхню множину як ℜD, можливі дії кожної із коаліцій дії — її стратегіями (множина всіх стратегій коаліції дії K позначається як S), результати конфлікту — ситуаціями (множина всіх ситуацій позначається як S; вважається, що кожна ситуація складається внаслідок вибору кожної із коаліцій дії деякої своєї стратегії так, що {\displaystyle S\subset \prod _{K\in \Re }S_{K}}), зацікавлені сторони — коаліціями інтересів (їхня множина — ℜI) і, нарешті, говорити про можливі переваги для кожної коаліції інтересів K однієї ситуації s′ перед іншою s″ (цей факт позначається як {\displaystyle s^{\prime }\mathop {\prec } _{K}s^{\prime \prime }}), то конфлікт в цілому може бути описаний як система
{\displaystyle \Gamma =\langle \Re _{D},\,\{S_{K}\}_{K\in \Re _{D}},\,S,\,\Re _{I},\,\{\mathop {\prec } _{K}\}_{K\in \Re _{I}}\rangle }.
Така система, яка являє собою конфлікт, називається грою. Конкретизації складових, які задають гру, призводять до різноманітних класів ігор.

## Класифікація ігор

### Кооперативні або некооперативні
Гра називається кооперативною, якщо гравці можуть об'єднуватися в групи, взявши на себе деякі зобов'язання перед іншими гравцями і координуючи свої дії. Цим вона відрізняється від некооперативних ігор, в яких кожен зобов'язаний грати за себе. Некооперативні ігри описують ситуації в найменших подробицях і видають точніші результати. Кооперативні розглядають процес гри в цілому. Гібридні ігри включають елементи кооперативних та некооперативних ігор. Наприклад, гравці можуть створювати групи, але гра буде проводитись в некооперативному стилі. Це означає, що кожен гравець буде переслідувати інтереси своєї групи, разом з тим досягти особистої вигоди.

### Симетрична та антисиметрична гра
Гра буде симетричною тоді, коли відповідні стратегії у гравців будуть рівними, тобто вони матимуть однакові платежі. Інакше кажучи, якщо гравці поміняються місцями і при цьому їх виграші за ті ж самі ходи не зміняться.

### З нульовою і ненульовою сумою
Ігри з нульовою сумою — це особливий різновид ігор з постійною сумою, тобто таких, де гравці не можуть збільшити або зменшити ресурси або фонд гри, що в них є. Прикладом є гра покер, де один виграє всі ставки інших. В іграх з ненульовою сумою виграш якогось гравця не обов'язково означає програш іншого, і навпаки. Результат такої гри може бути як менше, так і більше нуля.

### Паралельні та послідовні
В паралельних іграх гравці ходять одночасно, або вони не знають про ходи інших гравців, поки всі не зроблять свій хід. В послідовних іграх гравці можуть робити ходи в напередодні визначеному порядку, але при цьому вони отримують деяку інформацію про ходи інших. Ця інформація може бути неповною, наприклад, гравець може дізнатися, що його опонент із десяти стратегій точно не вибрав п'яту, нічого не знаючи про інші.

### З повною або неповною інформацією
У грі з повною інформацією (шахи, «хрестики-нулики») гравці знають всі ходи, зроблені до поточного моменту, а також можливі стратегії противників, що дозволяє їм деякою мірою передбачити подальший плин гри. Більшість ігор, які вивчає математика, є іграми з неповною інформацією.

### Ігри з нескінченним числом ходів
Ігри в реальному світі або ті, що вивчаються економікою, як правило, тривають в скінченну кількість ходів. Математика не так обмежена, зокрема, в теорії множин розглядаються ігри, які можуть продовжуватись нескінченно довго. При чому переможець та його виграш не визначені до завершення всіх ходів. Задача, яка зазвичай ставиться в цьому випадку, полягає не в пошуці оптимального рішення, а в пошуці хоча б виграшної стратегії. Використовуючи аксіому вибору, можна довести, що інколи навіть для ігор з повною інформацією і двома результатами — виграв або не виграв — жоден з гравців не має такої стратегії. Існування виграшних стратегій для деяких особливо сконструйованих ігор має важливу роль в дескриптивній теорії множин.

### Дискретні і неперервні ігри
Більшість ігор — дискретні: в них скінчена кількість гравців, ходів, подій, результатів і т. д. Проте ці компоненти можуть бути розширеними на множину дійсних чисел. Такі ігри часто називаються диференціальними. Вони пов'язані з прямою дійсних чисел, хоча події, що відбуваються, можуть бути дискретними по своїй природі.

### Диференціальні ігри
Розв'язок диференціальних рівнянь із частковими похідними щодо в'язкості — це математична концепція, яка не існувала до 1980-х років і пропонує унікальну лінію міркувань щодо розв'язку рівняння Гамільтона-Якобі-Айзекса[уточнити термін]. Зараз добре відомо, що ця концепція актуальна для міркувань про оптимальне управління та проблеми теорії ігор.
В квітні 2023 року, в журналі «IEEE Transactions on Automatic Control», було повідомлено, що впродовж багатьох років Деян Мілутінович, професор електротехніки та комп'ютерної інженерії Каліфорнійського університету в Санта-Крузі (UCSC, University of California Santa Cruz), співпрацював із колегами-дослідниками у складній підгрупі теорії ігор, відомої як диференціальні ігри. Це поле стосувалося гравців у русі. Серед цих ігор є гра переслідування стіни, яка пропонує відносно нескладну структуру для сценарію, коли швидший переслідувач прагне захопити повільнішого втікача, який обмежений рухом уздовж стіни. Оскільки ця гра була вперше описана майже 60 років тому[коли?], у грі виникла дилема — набір позицій, для яких вважалося, що оптимального рішення гри не існує. Але тепер Мілутінович і його колеги довели, що цієї давньої дилеми насправді не існує, і запровадили новий метод аналізу, який доводить, що завжди існує детерміноване рішення стіни. Це відкриття дало можливість вирішувати інші схожі проблеми, які існують у сфері диференціальних ігор, і дозволяє краще міркувати про автономні системи, такі як безпілотні транспортні засоби. Вчені зацікавлені в дослідженні інших проблем теорії ігор із сингулярними поверхнями.

## Математичний апарат
Теорія ігор широко використовує різноманітні математичні методи й результати теорії ймовірностей, класичного аналізу, функціонального аналізу (особливо важливими є теореми про нерухомі точки), комбінаторної топології, теорії диференціальних та інтегральних рівнянь та інші. Специфіка теорії ігор сприяє розробці різноманітних математичних напрямів (наприклад, теорія опуклих множин, лінійне програмування і так далі).
Прийняттям рішення в теорії ігор вважається вибір коаліцією дії, або, зокрема, вибір гравцем деякої своєї стратегії. Цей вибір можна уявити собі у вигляді одноразової дії та зводити формально до вибору елемента із множини. Ігри з таким розумінням вибору стратегій називаються іграми в нормальній формі. Їм протиставляються динамічні ігри, в яких вибір стратегії є процесом, який відбувається протягом деякого часу, який супроводжується розширенням і звуженням можливостей, отриманням та втратою інформації про поточний стан справ і тому подібне. Формально, стратегією в такій грі є функція, визначена на множині всіх інформаційних станів суб'єкта, який приймає рішення. Некритичне використання «свободи вибору» стратегій може призводити до парадоксальних явищ.

### Оптимальність та розв'язки
Питання про формалізацію поняття оптимальності є досить складним. Єдине уявлення про оптимальність в теорії ігор відсутнє, тому доводиться розглядати декілька принципів оптимальності. Область можливості застосування кожного із принципів оптимальності, які використовуються в теорії ігор, обмежується порівняно вузькими класами ігор, або ж стосується обмежених аспектів їхнього розгляду.
В основі кожного із цих принципів лежать деякі інтуїтивні уявлення про оптимум, як про щось «стійке», або «справедливе». Формалізація цих уявлень дає вимоги, які висуваються до оптимуму і які мають характер аксіом.
Серед цих вимог можуть опинитись такі, які суперечать одна одній (наприклад, можна показати конфлікти, в яких сторони вимушені задовольнитись малими виграшами, оскільки великих виграшів можна досягти лише в умовах невизначених ситуацій); тому в теорії ігор не може бути сформульований єдиний принцип оптимальності.
Ситуації (або множини ситуацій), які задовольняють в деякій грі ті або інші вимоги оптимальності, називаються розв'язками цієї гри. Так як уявлення про оптимальність не є однозначними, можна говорити про розв'язки ігор в різних сенсах. Створення визначень розв'язків ігор, доведення їхнього існування і розробка шляхів їхнього фактичного пошуку — три основні питання сучасної теорії ігор. Близькими до них є питання про одиничність розв'язків ігор, про існування в тих чи інших класах ігор розв'язків, які мають деякі наперед визначені властивості.

## Історія
Як математична дисципліна, теорія ігор зародилась одночасно з теорією ймовірностей в 17 столітті, але протягом майже 300 років практично не розвивалась. Першою істотною роботою з теорії ігор слід вважати статтю Дж. фон Неймана «До теорії стратегічних ігор» (1928), а з виходом в світ монографії американських математиків Дж. фон Неймана та О. Моргенштерна «Теорія ігор і економічна поведінка» (1944), теорія ігор сформувалась як самостійна математична дисципліна. На відміну від інших галузей математики, які мають переважно фізичне, або фізико-технологічне походження, теорія ігор із самого початку свого розвитку була направлена на розв'язання задач, які виникають в економіці (а саме в конкурентній економіці).
Надалі, ідеї, методи і результати теорії ігор почали застосовувати в інших галузях знань, які мають справу з конфліктами: в військовій справі, в питаннях моралі, при вивченні масової поведінки індивідів, які мають різні інтереси (наприклад, в питаннях міграції населення, або при розгляді біологічної боротьби за існування). Теоретико-ігрові методи прийняття оптимальних рішень в умовах невизначеності можуть мати широке застосування в медицині, в економічному і соціальному плануванні і прогнозуванні, в ряді питань науки та техніки. Іноді теорію ігор відносять до математичного апарату кібернетики, або теорії дослідження операцій.